# Radio Nysa FM
Radio Nysa FM – komercyjna, lokalna stacja radiowa w Nysie. Rozpoczęła nadawanie 6 grudnia 2012. Grupę docelową radia stanowią słuchacze w wieku 20-60 lat.
Jest to pierwsza komercyjna rozgłośnia radiowa z Nysy. Stacja korzysta z nadajnika o mocy ERP 2 kW zlokalizowanego w Wierzbięcicach. Zasięg nadawania pokrywa tereny w promieniu 40-50 km od Nysy, obejmując zasięgiem miejscowości m.in. Nysa, Głuchołazy, Prudnik, Paczków, Grodków, Niemodlin, Głubczyce, Opole i Kłodzko.
Początkowo redaktorem naczelnym rozgłośni był Grzegorz Frątczak – były wieloletni dziennikarz i dyrektor muzyczny Radia Łódź. Od lutego 2013 roku osobą pełniącą obowiązki redaktora naczelnego rozgłośni był Paweł Konieczny – jeden z dziennikarzy stacji. 
Od września 2013 roku redaktorem naczelnym i dyrektorem programowym był Maciej Górski. Od 2016 roku stacją kierował Michał Lewandowski.
Zespół redakcyjny tworzyli: Michał Lewandowski, Wojciech Hamedinger, Karolina Skorecka, Artur Furman, Grzegorz Kochański i Łukasz Bressa.
W komunikacie prasowym z 23 grudnia 2013 podano informację, że firma BTC kupiła 50 proc. udziałów w Radiu Nysa FM. Wartość transakcji nie została ujawniona.
Koncesja radia wygasła w 2022 roku, a Spółka Radio Nysa FM nie wystąpiła o jej przedłużenie. KRTiTV ogłosiła nowe postępowanie koncesyjne. Spółka złożyła skargę do sądu administracyjnego powołując się na przepisy covidowe i domagając się pozwolenia na złożenia wniosku o przedłużenie koncesji po terminie. Radio przestało nadawać 1 sierpnia 2022 roku. 